# Quios
Quios ou Quio (também grafada como Chios, Híos, Khios ou Chiou; em grego: Χίος) é uma ilha e uma unidade regional da Grécia localizada no mar Egeu. Quios faz parte da região do Egeu Setentrional. Está separada da penísula de Karaburun, na costa turca da Anatólia, pelo estreito de Quios.
A capital e a cidade principal da ilha também tem o nome de Quios. Ela mantém uma economia portuária.
A ilha é famosa pela sua paisagem e clima. A sua principal exportação é resina de lentisco, chamada mástique, e também produz azeitonas, figos e vinho. É a sede da Biblioteca Koraes.